# 유엔 안전 보장 이사회 결의 제1967호

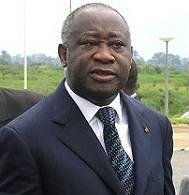
로랑 그바그보

유엔 안전 보장 이사회 결의 제1967호는 2011년 1월 19일 만장일치로 채택된 안전 보장 이사회의 결의안으로, 1933호(2010)와 1942호(2010), 1946호(2010), 1951호(2010), 1962호(2010) 등 코트디부아르 정세에 관한 이전 결의안들을 상기시킨 후, 코트디부아르 유엔 작전(UNOCI)에 참여 하는 병력을 2,000명 증원키로 하였다. 이는 2011년에 채택된 최초의 안전보장이사회 결의이다.

## 개요
유엔 헌장 제7장에 따라 이사회는 결의안 1942에서 승인된 병력과 더불어 UNOCI가 2011년 6월 30일까지 코트디부아르에 머물도록 추가로 2,000명의 병력을 승인하였다. 또한, 필요.시에는 UNMIL의 3개 보병 중대와 1개 항공 부대가 4주 더 코트디부아르에 머물도록 승인되었고, 같은 기간 동안 3대의 무장 헬리콥터가 UNMIL에서 UNOCI로 이전되었다. 또한 비무장 군중을 처리하기 위해 60명의 추가 경찰을 배치하도록 승인하였다. 모든 임시 조치는 2011년 3월 31일까지 사무총장이 검토하는 것으로 되어 있다.